# Коротконосый катран
 Коротконосый катран, или южный катран (лат. Squalus megalops) — вид рода колючих акул семейства катрановых акул отряда катранообразных. Обитает в Атлантическом океане и Индо-Тихоокеанской области. Встречается на глубине до 750 м. Максимальный зарегистрированный размер 76 см. Размножается яйцеживорождением. Является объектом коммерческого промысла.

## Таксономия
Впервые научно вид описан в 1881 году. Голотип представляет собой самку длиной 56,5 см, пойманную в 1905 году у побережья Нового Южного Уэльса, Австралия, (30°50' ю.ш. и 151°15' в.д.). Видовое название происходит от слов греч. μεγάλο — «большой» и др.-греч. όψη — «взгляд», «облик» (дословно «большеглазый»). Оно объясняется тем, что у этих акул действительно крупные глаза.
До сих пор существуют таксономические затруднения, связанные с этим видом. Некоторые катрановые акулы, упоминающиеся в литературе как коротконосые катраны, на самом деле принадлежат к комплексу сходных видов, чей ареал охватывает восточную Атлантику и Индо-Тихоокеанскую область. Вероятно, корректна гипотеза, согласно которой типичными представителями вида являются эндемики австралийских вод, однако, нет никаких существенных различий между австралийским коротконосым катраном и очень похожими и номинально принадлежащими к тому же виду катранами, обитающими у побережья ЮАР, в северо-восточной Атлантике или северо-западной части Тихого океана. Необходимо критическое сопоставление типичного австралийского коротконосого катрана со схожими акулами из других областей мирового океана. На данный момент акулы, принадлежащие к этому комплексу видов, считаются одним видом. Вполне возможно, что они представляют собой отдельные субпопуляции, отличающиеся друг от друга размерами и сроком полового созревания.  

## Ареал
Коротконосые катраны обитают в восточной Атлантике и Средиземном море (море Альборан и западное Средиземноморье), а также в западной части Индийского и Тихого океанов (Японское море и Жёлтое море южнее Тонкинского залива). Они попадаются у берегов Анголы, Австралии (Южная Австралия, Тасмания, Виктория), Китая, Конго, Габона, Гвинеи, Японии, Кореи, Мадагаскара, Мавритании, Маврикия, Марокко, Мозамбика, Намибии, Новой Каледонии, Новых Гебрид, Португалии, ЮАР, Испании, Тайваня, Вьетнама и Западной Сахары. Эти акулы встречаются в большом количестве в умеренных и тропических водах на внешней и внутренней границе континентального шельфа и в верхней части материкового склона, у дна, на глубине 750 м. 

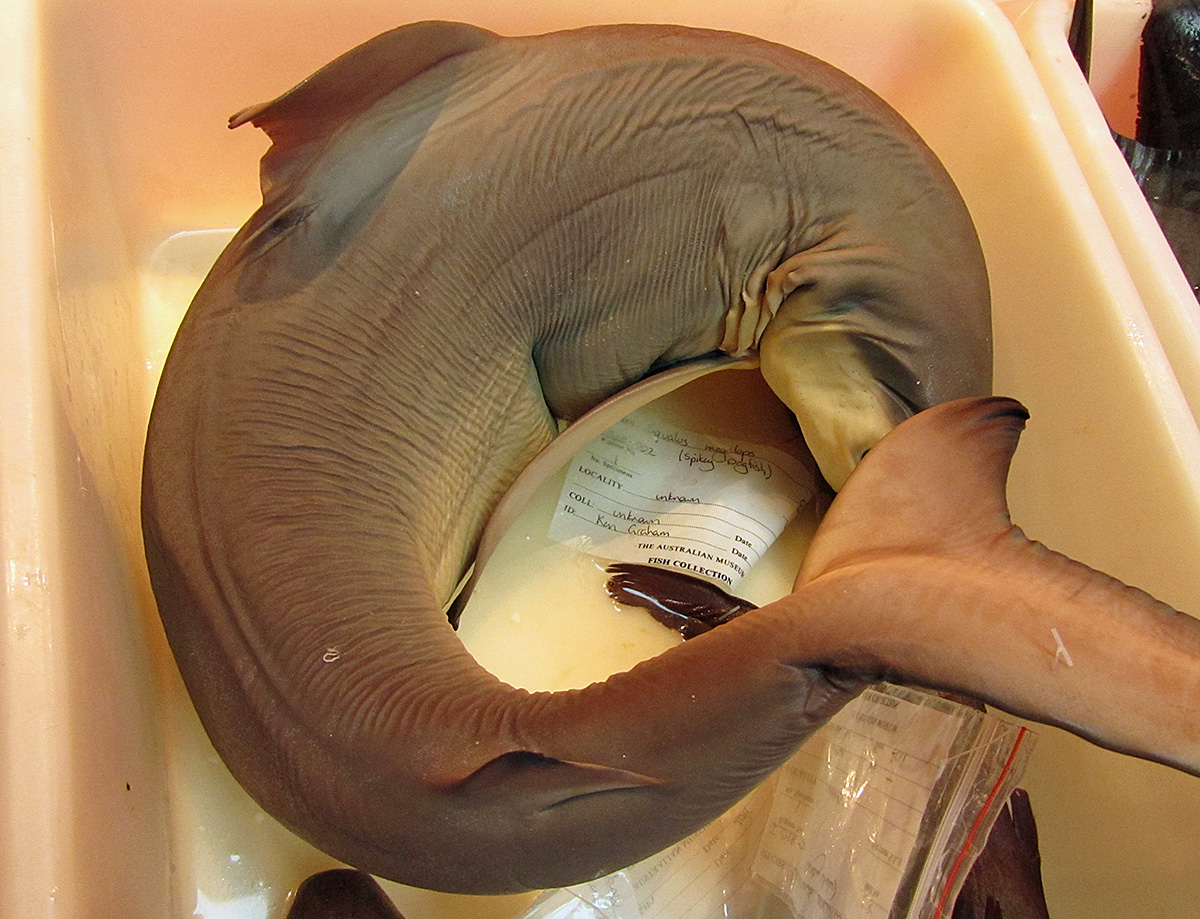
Коротконосый катран. Экспонат австралийского музея.

## Описание
Максимальный зарегистрированный размер составляет 76 см. Тело стройное, удлинённое. Рыло слегка заострённое и широкое. Вторичная лопасть назальных складок небольшая. Расстояние от кончика рыла до рта в 1,3—1,4 раз больше ширины рта. Расстояние от кончика рыла до глаз у взрослых акул меньше удвоенной длины глаза. Овальные крупные глаза вытянуты по горизонтали и расположены ближе к кончику рыла, чем к первым жаберным щелям. Позади глаз имеются брызгальца.  У основания спинных плавников расположены длинные шипы. Первый спинной плавник крупнее второго. Шип у основания второго спинного плавника превышает его по высоте. Анальный плавник отсутствует. Грудные плавники крупные. Каудальный край грудных плавников слабо вогнут. Хвостовой плавник асимметричный, выемка у края более длинной верхней лопасти отсутствует. На хвостовом стебле имеется отчётливая прекаудальная выемка. Окраска серого или коричневого цвета без отметин. У молодых акул спинные плавники имеют тёмную и светлую окантовку, зачастую неразличимую у взрослых.

## Биология
Эти акулы размножаются яйцеживорождением. В помёте от 1 до 6 новорожденных длиной 23—25 см. Самцы и самки достигают половой зрелости при длине 34—51 и 37—62 см в возрасте 15 и 22 года соответственно. Сформировавшиеся эмбрионы имеют длину 20—25 см, попадались новорожденные акулы длиной 23—28 см с отчётливым пупочным шрамом . 
Больше всего данных собрано о популяции акул, обитающих у берегов ЮАР. Новорожденные катраны держатся в пелагических водах котловины Агульяс на внешнем крае континентального шельфа, на глубине  157—158 м. В пелагические тралы там лишь изредка попадаются взрослые акулы (в основном самцы).
Коротконосые катраны держатся стаями, часто образуя многочисленные и плотные косяки. У восточного побережья ЮАР наблюдается сегрегация по полу: половозрелые самки предпочитают держаться южнее. Новорожденные появляются на свет поздней осенью или ранней зимой, спаривание происходит в начале зимы. Беременность длится около 2 лет.
Рацион коротконосых катранов состоит из костистых рыб, включая светящихся анчоусов, астронестов, угрей и скорпен, ракообразных, таких как креветки, и головоногих. У берегов ЮАР содержимое желудков исследуемых акул этого вида костистые рыбы составляли 40%, головоногие 21%, ракообразные 19% и пластиножаберные 1%.

## Взаимодействие с человеком
Вид представляет интерес для коммерческого промысла. Коротконосых катранов в большом количестве ловят сетями и ярусами. У побережья Западной Австралии их добывают с помощью жаберных сетей. Мясо используют в пищу в свежем, вяленом и копчёном виде. Данных для оценки Международным союзом охраны природы статуса сохранности вида недостаточно. 